# Войшвилло, Евгений Валерианович
Евге́ний Валериа́нович Войшви́лло (16 октября 1907—1993) — российский художник, известный прежде всего работами в области книжной иллюстрации и маринистической графики.

## Биография
Родился в семье с морскими традициями. Окончил художественно-промышленный техникум при Ленинградской Академии Художеств, выставлялся с 1930 года. Во время Великой Отечественной войны работал в издательском отделе Балтийского флота, старшина второй статьи, кавалер ордена Отечественной войны II степени. В послевоенные годы работал в чертёжном бюро при кафедре военно-морской географии Военно-морской академии.
Войшвилло принадлежат выполненные с большой документальной точностью графические изображения исторических судов, в том числе более 60 работ в фонде Музея Мирового океана в Калининграде, названные на официальном сайте музея гордостью коллекции. В 2009 году 15 картин из собрания, изображающие российские парусники, в качестве передвижной выставки «Во имя морской науки — под парусом» отправились в кругосветное путешествие на барке «Крузенштерн». Огромный опыт успешной работы Войшвилло отмечал в предисловии к своей книге «„Одесса“ выходит в море», иллюстрированной Войшвилло, историк судостроения Н. А. Залесский. В 1974—1975 гг. в сотрудничестве со специалистом-судостроителем А. Л. Ларионовым выполнил эскизы первоначального исторического облика ботика Петра I, на основании которых была изготовлена копия судна. Иллюстрировал статьи флотской тематики в журналах «Моделист-конструктор», «Вокруг света», «Морской флот» и др.
Брат: Георгий Валерианович Войшвилло — крупный советский специалист в области ламповой и полупроводниковой электроники, профессор Ленинградского электротехнического института связи им. М. А. Бонч-Бруевича.

## Избранные работы
- Шейкин А. Л. Повесть о карте: (Для сред. возраста) / Рис. и обл. Н. Сапожникова; Карты Е. Войшвилло; Отв. ред. Л. А. Джалалбекова. — Л.: Детгиз, Ленингр. отд-ние, 1957. — 144 с. — 30 000 экз.
- Войшвилло Г. В., Войшвилло Е. В. Большие огни: Об электричестве (Для младш. и сред. возраста) / Текст Г. Войшвилло; Рис. Е. Войшвилло. — Л.: Детгиз, Ленингр. отд-ние, 1958. — [1], 23, [5] с. — 100 000 экз.
- Шейкин А. Л. Повесть о карте: Очерки (Для сред. и старш. возраста) / Рис. Ю. Смольникова; Карты Е. Войшвилло. — 2-е изд., перераб. и доп. — Л.: Детская литература, 1976. — 176 с. — 75 000 экз.
- Е. Озерецкая «Доблесть русского флота». Художники Е. Войшвилло, Ю. Киселев. Ленинград: Издательство "Детская литература‚ 1972.
- П. Клушанцев. О чём рассказал телескоп. М. Детская литература 1972 68 с. 100 000 экз. Художники Е. Войшвилло, Б. Калаушин, Б. Стародубцев
- Болгаров Н. «По морям, по волнам» рис. Войшвилло Е. Ленинград. «Детская литература». 1973 г. 224 с., илл.
- В. П. Митрофанов, П. С. Митрофанов. «Школа над парусами: Учебный парусный флот XVIII—XX вв.» Акварельные рисунки парусных судов художника Е. В. Войшвилло, рисунки формы одежды художника В. Е. Корнилова. Чертежи выполнены И. Р. Зыковой. Художник обложки Э. А. Бубович. Ленинград: Издательство «Судостроение», 1989.